# 19. Sinfonie (Haydn)
Die Sinfonie D-Dur Hoboken-Verzeichnis I:19 komponierte Joseph Haydn um 1760/61.

## Allgemeines

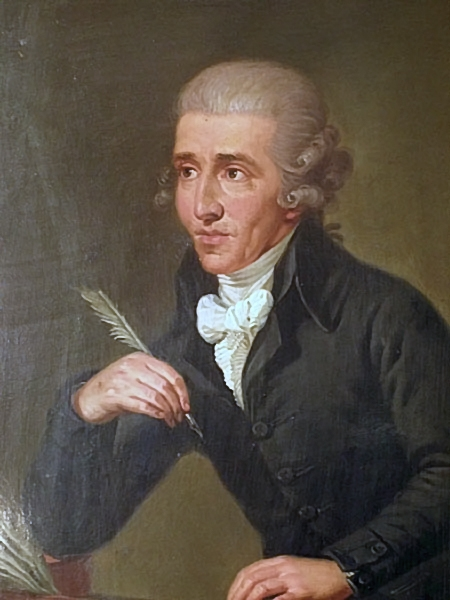
Joseph Haydn (Gemälde von Ludwig Guttenbrunn, um 1770)

Die Sinfonie Hoboken-Verzeichnis I:19 komponierte Joseph Haydn um 1760/61. Eine Aufführung der Sinfonie Nr. 19 (oder Nr. 15) war möglicherweise der Anlass für Haydns Einstellung bei Fürst Paul Anton Esterházy am 1. Mai 1761.

## Zur Musik
Besetzung:  zwei Oboen, zwei Hörner, zwei Violinen, Bratsche, Cello, Kontrabass. Zur Verstärkung der Bass-Stimme wurde damals auch ohne gesonderte Notierung ein Fagott eingesetzt. Über die Beteiligung eines Cembalo-Continuos in Haydns Sinfonien bestehen unterschiedliche Auffassungen.
Aufführungszeit:  ca. 12 bis 15 Minuten (je nach Einhalten der vorgeschriebenen Wiederholungen)
Bei den hier benutzten Begriffen der Sonatensatzform ist zu berücksichtigen, dass dieses Schema in der ersten Hälfte des 19. Jahrhunderts entworfen wurde (siehe dort) und von daher nur mit Einschränkungen auf ein um 1760 komponiertes Werk übertragen werden kann. – Die hier vorgenommene Beschreibung und Gliederung der Sätze ist als Vorschlag zu verstehen. Je nach Standpunkt sind auch andere Abgrenzungen und Deutungen möglich.

### Erster Satz: Allegro
D-Dur, 3/4-Takt, 120 Takte

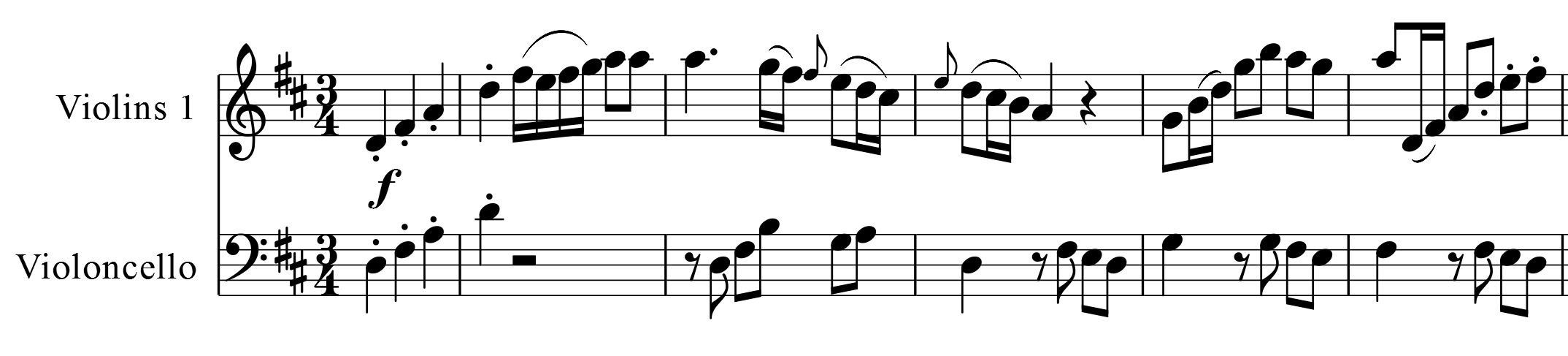
Beginn des Allegro

Das erste Thema (Hauptthema) ist achttaktig mit zwei viertaktigen Hälften. Die erste Hälfte besteht aus drei Motiven: Motiv A mit aufsteigendem D-Dur-Akkord im Unisono (Takt 1/2), Motiv B mit Sechzehntel-Doppelschlagfigur und Tonrepetition (Takt 2/3), Motiv C mit fallender Sechzehntelfigur (Takt 3/4). Die zweite Hälfte des Themas enthält Motiv D (Takt 5/6) aus Achteln mit zwei rhythmischen Sechzehnteln und aufstrebendem Gestus sowie das schließende Motiv E (Takt 7/8) mit Sechzehntellauf und Trillerwendung. Die Motive A bis D bzw. ihre Varianten sind für den weiteren Satzaufbau prägend:
Auf die Wiederholung der ersten Themenhälfte im Piano folgt forte zunächst eine Tremolopassage, dann eine Aufwärtssequenzierung von Motiv B der 1. Violine im versetzten Einsatz zu einer Variante von Motiv D der 2. Violine. Das zweite Thema in der Dominante A-Dur ab Takt 28 greift Motiv C im Wechsel der Violinen auf und geht mit Motiv B in die Schlussgruppe über. Diese besteht – eingeleitet von Motiv A – aus einer wiederholten dreitaktigen Figur mit Hornfanfare (im Rhythmus von Motiv D) und Tremolowendung sowie einer weiteren Variante von Motiv D.
Die Durchführung beginnt mit der ersten Themenhälfte in A-Dur, rückt diese jedoch recht abrupt wieder zur  Tonika D-Dur. Von hier aus beginnt Haydn dann ab Takt 53 eine längere, modulierende Tremolopassage (ähnlich wie ab Takt 15), mit der in Takt 60 die Tonikaparallele h-Moll erreicht ist. Die anschließende Verarbeitung der Motive B, A und C bleibt zunächst in h-Moll. Im weiteren Verlauf der Durchführung dominiert Motiv B, das bis E-Dur geführt wird und dann über eine Aufwärtssequenz mit weiteren Harmoniewechseln wieder A-Dur erreicht. Mit einem Pianissimo-Forte – Kontrast bereitet Haydn den Repriseneintritt vor.
Die Reprise ab Takt 83 ist wie die Exposition strukturiert, allerdings wird das Thema nicht wiederholt, sondern geht gleich in die Tremolopassage über. Beide Satzteile (Exposition sowie Durchführung und Reprise) werden wiederholt.
Howard Chandler Robbins Landon (1955) weist auf die thematische Arbeit im ersten Satz hin, besonders auf die Rolle des Materials der ersten acht Takte. Auch Walter Lessing (1989) betont die motivische Arbeit:

„Von den drei Sätzen verdient der Kopfsatz besondere Beachtung wegen seiner für diese frühe Entstehungszeit erstaunlichen kompositorischen Geschlossenheit. Deutlich zeichnet sich hier bereits die Technik der motivischen Entwicklung ab, eines der wesentlichen Elemente von Haydns Stil. Während die Kopfsätze seiner allerersten Sinfonien meist nur eine mehr oder weniger lockere Aneinan[d]erreihung verschiedener Gedanken aufweisen, sucht Haydn im Kopfsatz von Nr. 19 den einzelnen Formteilen größere Geschlossenheit zu geben, indem er sich auf nur wenige, dem Hauptthema entnommene Motive beschränkt.“

### Zweiter Satz: Andante
d-Moll, 2/4-Takt, 57 Takte
Der ungewöhnlich kurze Satz ist nur für Streicher und überwiegend piano gehalten. Das Hauptthema mit stimmführender 1. Violine ist durch seinen Auftakt mit punktiertem Rhythmus, die schreitende Achtelbewegung im Staccato und betonte Vorhalte gekennzeichnet. Auch der weitere Satzverlauf hat einen schreitenden bis marschartigen Charakter.
Der Themenkopf wird wiederholt, anschließend verselbständigt sich die Auftaktfigur. Ab Takt 13 wechselt Haydn zur Tonikaparallelen F-Dur. Der Bass und  – als um ein Achtel verschobene Synkopenstimme im Abstand einer Dezime zum Bass  – die 2. Violine spielen absteigende Tonleitern, während die übrigen Streicher (1. Violine und Bratsche) als Tonrepetition in Synkopen begleiten. Die Schlussgruppe im Pianissimo mit Triolen beendet die Exposition.
Die Durchführung variiert den Ablauf der Exposition: Zunächst wird der Themenkopf aufwärts sequenziert. Der Themenkopf wird dann in der 2. Violine wiederholt, allerdings lagern sich nun die Synkopen über die Achtelbewegung, bis die Synkopen schließlich im g-Moll-Forte dominiert. Nach der kontrastierenden Schlussgruppe im Pianissimo wechselt Haydn mit der Auftaktfigur nach A-Dur, das den Repriseneintritt dominantisch vorbereitet.
Die Reprise ist gegenüber der Exposition verkürzt: Der Themenkopf geht gleich in die Passage mit der verselbständigten Auftaktfigur über. Ansonsten entspricht sie strukturell der Exposition.  Beide Satzteile (Exposition sowie Durchführung und Reprise) werden wiederholt.
Nach Howard Chandler Robbins Landon (1955) hat der Satz (wie auch das Andante der Sinfonie Nr. 17) eine attraktive, düstere Art, ernst aber nicht tragisch. Die einheitliche Atmosphäre werde durch geschickt gesetzte Wechsel von forte und piano aufgelockert.

### Dritter Satz: Presto
D-Dur, 3/8-Takt, 110 Takte
Der Satz wird durch drei Motive geprägt: Motiv 1 mit beginnendem Forte-Akkordschlag, Tonrepetition und Trillerfiguren im Piano (Takt 1 bis 4), das energische Motiv 2 im Forte mit absteigender Linie der Oberstimmen und ostinatoartigem Rhythmus im Bass (Takt 5 bis 12, Motiv 1 und 2 zusammen als „Hauptthema“) sowie Motiv 3 mit rasant-schleiferartigen, teils aufwärts sequenzierten Sechzehntel-Lauffiguren (Takt 12 bis 22). In der Passage mit Motiv 3 wechselt Haydn zur Dominante A-Dur. Auf einen kurzen, kontrastierenden Einschub der Lauffigur von Motiv 3 im Piano folgt die wiederum energische Schlussgruppe im Forte mit Tremolo.
Die Durchführung greift wie üblich den Beginn der Exposition von der Dominante aus auf. Mit den Sechzehntel-Lauffiguren wechselt Haydn dann zur Tonikaparallelen h-Moll, wo nun Motiv 1 auftritt. In der anschließenden Passage, die mit ihren Oktavsprüngen und Tremolo im versetzten Einsatz der Streicher etwas an die Schlussgruppe erinnert, sequenziert Haydn deren zweitaktigen Hauptbaustein abwärts. In d-Moll setzen in Takt 65 pianissimo zunächst Motiv 1, dann eine Variante von Motiv 2 mit ganztaktigen Noten in der absteigenden Linie der Oberstimmen ein. Die Reprise wird über einem Orgelpunkt auf dem dominantischen A mit Motiv 3 angekündigt.
Die Reprise ab Takt 83 ist gegenüber der Exposition verkürzt: Auf Motiv 1 und 2 folgt die Piano-Passage mit Motiv 3, die nun jedoch etwa doppelt so lang ist wie vorher. Auch die Schlussgruppe ist etwas verkürzt. Beide Satzteile (Exposition sowie Durchführung und Reprise) werden wiederholt.